# Малабатрум (речовина)

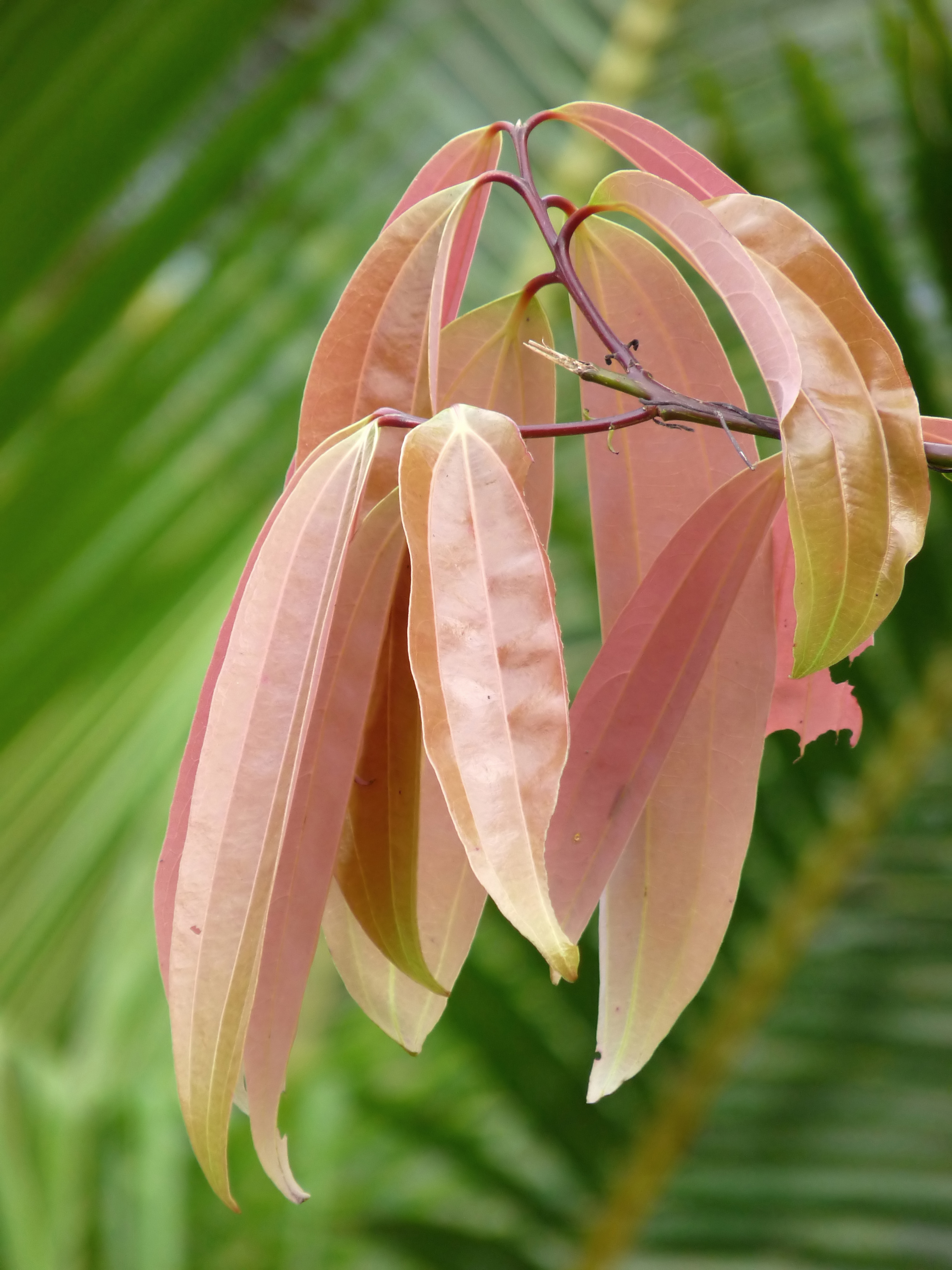
Cinnamomum malabatrum, молоде листя, Керала, Індія

Малабатрум, малабатрон або малобатрум — запашна речовина, виготовлена з ароматичного рослинного листя, схожого на корицю або касію. Вважається, що Cinnamomum tamala (іноді дається як Cinnamomum tejpata) є помітним джерелом цього листя, яке вирощується найчастіше у східних Гімалаях, а також у Західних Гатах хоча інші види Cinnamomum і навіть рослини інших родів можливо також було використано. У Стародавній Греції та Римі з листя готували запашне масло, яке називали oleum malabathri, і тому було цінним.

## Історія
Згадки про малабабатрум датується першим століттям. В грецькому тексті  " Periplus Maris Erythraei" походить від народу Сесатаї, який ототожнюється з Кіррадаєм ( Кірата ) Птолемея.  Хоча malabathrum був продуктом Північно - Східної Індії, ним рідко торгують західні торговці в гирлі Гангу, а  більше на південно - західних індійських портах Muziris / Nelcynda .  В Періпла згадується, що деякі люди збирали зелене листя. Потім Сесатаї на північному сході готували їх і відносили до портів торгівлі.  На мові Керали, малаялам, рослина називається важана або едана .  В середньовічних текстах назва малабатрум  використовується для опису висушеного листя ряду дерев роду Cinnamomum.
[джерело?]
Малабатрум вважають однією зі спецій, які, повинна містити будь-яка хороша кухня. Греки використовували  малабатрон для ароматизації вина з абсинтовим полином ( Artemisia absinthium ). Malabathrum листи (Folia) були використані в приготуванні їжі і для перегонки нафти, що використовується в кмину соусі для устриць римським гурманом Гай Gavius Apicius . 
Малабатрум з Єгипту (Dioscorides I, 63) був виготовлений на яловичому жирі з додаванням  кориці. Його один фунт коштував 300 денаріїв .

## Етимологія
Слово "малабатрум" - буквально означає "листя темного дерева". Це еллінізація санскритського слова tamālapattram (तमालपत्त्रम्) 